# Fernandes
Fernandes ist ein patronymisch entstandener portugiesischer Familienname mit der Bedeutung „Sohn des Fernando“. Die spanische Form des Namens lautet Fernández.

## Namensträger

### A
- Aaron Fernandes (* 1956), kanadischer Hockeyspieler
- Abílio Fernandes (1906–1994), portugiesischer Botaniker
- Aderito Fernandes (* 1997), osttimoresischer Fußballspieler
- Alair Vilar Fernandes de Melo (1916–1999), brasilianischer Geistlicher, Erzbischof von Natal
- Alarico Fernandes, osttimoresischer Politiker, Unabhängigkeitsaktivist und Freiheitskämpfer
- Alberta Marques Fernandes (* 1968), portugiesische Journalistin
- Alex Fernandes (Alex; * 1973), brasilianischer Fußballspieler
- Alex Bruno Costa Fernandes (Alex; * 1982), brasilianischer Fußballspieler
- Alexandre Fernandes (* 1967), brasilianischer Ruderer
- Alexandre Luiz Fernandes (Alè; * 1986), brasilianischer Fußballspieler
- Américo Fernandes (1899–??), brasilianischer Ruderer
- Amilton Fernandes (1927–1968), brasilianischer Schauspieler
- Ana Fernandes (* 1971), kap-verdische Drehbuchautorin, Regisseurin, Dramaturgin und Filmarchitektin
- Ana Maria De Sá Fernandes (* 1987), portugiesische Fußballspielerin
- Andressa Fernandes (* 1986), brasilianische Judoka
- Angelo Innocent Fernandes (1913–2000), indischer Geistlicher, römisch-katholischer Erzbischof von Delhi
- Aníbal Fernandes (* 1968), portugiesischer Kanute
- Anthony Fernandes (1936–2023), indischer Geistlicher, Bischof von Bareilly
- Anthony Alwyn Fernandes Barreto (* 1952), indischer Geistlicher, Bischof von Sindhudurg
- Antonino Eugénio Fernandes Dias (* 1948), portugiesischer Geistlicher, Bischof von Portalegre-Castelo Branco
- António Fernandes (Seefahrer), portugiesischer Seefahrer
- António Fernandes (Priester) (um 1569–1642), portugiesischer Jesuitenpriester und Missionar
- Antônio Fernandes (Antoninho; 1921–1973), brasilianischer Fußballspieler und -trainer
- António Fernandes (Schachspieler) (* 1962), portugiesischer Schachspieler
- António Fernandes (Radsportler), portugiesischer Radsportler
- António Vitalino Fernandes Dantas (* 1941), portugiesischer Geistlicher, Bischof von Beja
- Antônio Muniz Fernandes (* 1952), brasilianischer Geistlicher, Erzbischof von Maceió
- Ariano Fernandes (* 1963), brasilianischer Politiker
- Armando José Fernandes (1906–1983), portugiesischer Komponist
- Arménio Fernandes (* 1959), angolanischer Sprinter
- Ary Fernandes (1931–2010), brasilianischer Filmschaffender
- Augustin Fernandes (* 1988), indischer Fußballspieler
- Augusto Fernandes (1939–2018), argentinischer Theaterregisseur

### B
- Baba Fernandes (* 2000), guinea-bissauischer Fußballspieler
- Bacari Augusto Fernandes, guinea-bissauischer Fußballspieler
- Bernardo Mançano Fernandes, brasilianischer Agrargeograph
- Bibiano Fernandes (* 1976), indischer Fußballspieler
- Brandon Fernandes (* 1994), indischer Fußballspieler
- Bruno Fernandes de Souza (* 1984), brasilianischer Fußballspieler
- Bruno Fernandes (Fußballspieler, 1974) (* 1974), portugiesischer Fußballspieler
- Bruno Fernandes (Fußballspieler, 1978) (* 1978), guinea-bissauischer Fußballspieler
- Bruno Fernandes (Fußballspieler, 1994) (* 1994), portugiesischer Fußballspieler

### C
- Caio Lucas Fernandes (* 1994), brasilianischer Fußballspieler
- Carla Fernandes (* 1973), angolanische Schwimmerin
- Carlos Fernandes (Tennisspieler) (* 1936), brasilianischer Tennisspieler
- Carlos Alberto Fernandes (* 1979), angolanisch-portugiesischer Fußballtorhüter
- Carlos Fernandes (Regisseur), portugiesischer Filmregisseur
- Carlos Miguel Brandão Fernandes (* 1978), portugiesischer Fußballspieler
- Carlos Fernandes (Fußballspieler, 1979) (* 1979), angolanischer Fußballtorhüter
- Carlos Alberto Fernandes (* 1979), kongolesisch-portugiesischer Fußballtorhüter
- Christine Fernandes (* 1973), brasilianische Schauspielerin
- Clovis Fernandes (1954–2015), brasilianischer Fußballfan
- Collien Ulmen-Fernandes (* 1981), deutsche Fernsehmoderatorin

### D
- Daniel Fernandes (Judoka) (* 1973), französischer Judoka
- Daniel Fernandes (Fußballspieler) (* 1983), portugiesisch-kanadischer Fußballtorhüter
- Daniel Heuer Fernandes (* 1992), deutsch-portugiesischer Fußballtorhüter
- Danny Fernandes (* 1985), kanadischer Sänger
- Dawson Fernandes (* 1990), indischer Fußballspieler
- Derek Fernandes (* 1954), indischer Geistlicher, Bischof von Karwar
- Deyvison Fernandes de Oliveira (* 1991), brasilianischer Fußballspieler
- Dionísio Fernandes (* 1981), guinea-bissauischer Fußballspieler
- Domingos da Apresentação Fernandes (1894–1962), portugiesischer römisch-katholischer Geistlicher, Bischof von Aveiro
- Duarte Fernandes (16. Jahrhundert), portugiesischer Diplomat
- Duarte Fernandes (Leichtathlet) (* 2002), portugiesischer Leichtathlet
- Dulce Fernandes, portugiesische Regisseurin

### E
- Earl Fernandes (* 1972), US-amerikanischer Geistlicher, Bischof von Columbus
- Edgar Fernandes (* 1938), kenianischer Hockeyspieler
- Edite Fernandes (* 1979), portugiesische Fußballspielerin
- Edimilson Fernandes (* 1996), Schweizer Fußballspieler
- Eduardo Fernandes Pereira Gomes (Dady, * 1981), kap-verdischer Fußballspieler
- Egbert Fernandes (1941–2014), kenianischer Hockeyspieler
- Elione Fernandes Neto (* 2005), portugiesisch-angolanischer Fußballspieler
- Elisa Fernandes (1950–1993), brasilianische TV- und Theaterschauspielerin
- Emanuel Fernandes (Politiker) (* 1956), brasilianischer Politiker
- Emanuel Fernandes (* 1967), angolanischer Beachvolleyballspieler
- Ernesto Fernandes (1945–2025), osttimoresischer Freiheitskämpfer und Politiker
- Ezequiel Fernandes (* 1996), osttimoresischer Fußballspieler

### F
- Fabrice Fernandes (* 1979), französischer Fußballspieler
- Faustina Fernandes Inglês de Almeida Alves (* 1956), angolanische Politikerin
- Fernanda Fernandes (* 1977), brasilianische Schauspielerin
- Fernando Fernandes (Leichtathlet) (Fernando de Matos Fernandes; * 1920), portugiesischer Leichtathlet
- Fernando Fernandes (Bildhauer) (1924–1992), portugiesischer Bildhauer
- Fernando Fernandes (Fußballspieler) (* 1971), angolanischer Fußballspieler
- Fernando Sousa Fernandes (* 1956), portugiesischer Radrennfahrer
- Fernando João Duarte do Carmo Abrantes Fernandes (* 1987), portugiesischer Sänger und Musicaldarsteller, siehe FF (Sänger)
- Filomeno Pedro Cabral Fernandes (1955–2020), osttimoresischer Sportfunktionär
- Florence Fernandes (* 1968), portugiesische Kanutin
- Florestan Fernandes (1920–1995), brasilianischer Soziologe und Politiker
- Francis Fernandes (* 1985), indischer Fußballspieler
- Francisco Fernandes, Fidalgo und Topasse im 17. Jahrhundert
- Francisco Fernandes (Entdecker), portugiesischer Entdecker von den Azoren im 16. Jahrhundert
- Francisco Fernandes (Priester), Priester und Mitglied des Conselho Nacional de Resistência Timorense
- Francisco Fernandes (Rugbyspieler) (* 1985), portugiesischer Rugbyspieler
- Francisco Dionisio Fernandes (* 1974), osttimoresischer Diplomat
- Francisco Gómes Fernándes (1943–2014), brasilianischer Fußballspieler

### G
- Garcia Fernandes († um 1565), portugiesischer Maler
- Gaspar Fernandes (1566–1629), portugiesischer Komponist
- Gedson Fernandes (* 1999), portugiesischer Fußballspieler
- Gelson Fernandes (* 1986), schweizerischer Fußballspieler
- George Fernandes (1930–2019), indischer Politiker
- George Ney de Souza Fernandes (* 1950), brasilianischer Diplomat
- Geraldo Fernandes Bijos (1913–1982), brasilianischer Ordensgeistlicher, Bischof und Erzbischof von Londrina
- Gilberto Alexandre Fernandes (* 1974), osttimoresischer Fußballspieler

### H
- Heberty Fernandes de Andrade (* 1988), brasilianischer Fußballspieler
- Helena Fernandes (* 1968), brasilianische Schauspielerin
- Henrique César Fernandes Mourão (1877–1945), brasilianischer Ordenspriester und römisch-katholischer Bischof
- Henrique João de Barahona Fernandes (1907–1992), portugiesischer Psychiater
- Hilary Fernandes (* 1937), kenianischer Hockeyspieler
- Hugo Maria Fernandes (* 1971), osttimoresischer Journalist

### I
- Isabel Fernandes (* 1985), angolanische Handballspielerin
- Isidore Fernandes (1947–2023), Bischof von Allahabad

### J
- Jacob Fernandes († 2007), Politiker aus Osttimor
- Jane Fernandes (* 1956), US-amerikanische Taubheits-Aktivistin
- Janildes Fernandes (* 1980), brasilianische Radrennfahrerin
- João Fernandes (Entdecker), portugiesischer Entdecker
- João Fernandes, portugiesischer Seefahrer, siehe João Fernandes Lavrador
- João Fernandes (Unternehmer) (1720–1799), portugiesischer Diamantenhändler
- João Fernandes (Kameramann) (* 1940), US-amerikanischer Kameramann
- João Fernandes (Freiheitskämpfer), osttimoresischer Freiheitskämpfer
- João Fernandes (Ruderer) (* 1976), portugiesischer Ruderer
- João Alexandre Duarte Ferreira Fernandes (* 1979), portugiesischer Fußballspieler
- João Batista Ribeiro de Andrade Fernandes (1860–1934), brasilianischer Schriftsteller und Maler, siehe João Ribeiro (Schriftsteller)
- João Cardoso Fernandes, osttimoresischer Politiker
- João Paulo Fernandes (General) (1871–1933), portugiesischer Militär
- João Paulo Fernandes (Bocciaspieler) (* 1984), portugiesischer Bocciaspieler
- Joaquim Fernandes (20. Jahrhundert), portugiesischer Radrennfahrer
- Joelson Fernandes (* 2003), portugiesischer Fußballspieler
- John Fernandes (1936–2021), katholischer Theologe und Priester
- Jojo Fernandes (* 1970), mosambikanischer Fußballspieler
- Jorge Fernandes (Schwimmer) (* 1962), brasilianischer Schwimmer
- Jorge Fernandes (* 1976), portugiesischer Fußballspieler
- José Fernandes (Fechter) (* 1934), portugiesischer Fechter
- José Fernandes (Snowboarder), Schweizer Snowboarder
- José Fernandes (Freiheitskämpfer), osttimoresischer Freiheitskämpfer
- José Fernandes Veloso (1916–2006), brasilianischer Geistlicher, Bischof von Petrópolis
- José de Oliveira Fernandes (1943–2020), brasilianischer Politiker, Jurist und Hochschullehrer
- José Augusto Martins Fernandes Pedreira (1935–2020), portugiesischer Geistlicher, Bischof von Viana do Castelo
- José Carlos Fernandes (* 1964), portugiesischer Cartoonist
- José Carlos Prates Neves Fernandes (* 1995), portugiesischer Radsportler, siehe José Neves (Radsportler)
- José Manuel Fernandes (Journalist) (* 1957), portugiesischer Journalist
- José Manuel Fernandes (Politiker, 1966) (* 1966), osttimoresischer Politiker (FRETILIN)
- José Manuel Fernandes (Politiker, 1967) (* 1967), portugiesischer Politiker (PSD)
- Joseph Alexander Fernandes (1889–1967), indischer römisch-katholischer Geistlicher
- Jovino José Fernandes (1886–1951), brasilianischer Großgrundbesitzer
- Juliano Mineiro Fernandes (* 1986), brasilianischer Fußballspieler
- Junior Fernándes (* 1988), chilenischer Fußballspieler

### K
- Karen Fernandes (* 1997), brasilianische Mountainbikerin

### L
- Lawrie Fernandes (* 1995), indischer Hockeyspieler
- Lenon Fernandes Ribeiro (* 1990), brasilianischer Fußballspieler
- Leo Fernandes (* 1942), kenianischer Hockeyspieler
- Leonel Fernandes (* 1998), portugiesischer Handballspieler
- Lester Fernandes (* 1986), indischer Fußballspieler
- Liliane Fernandes (* 1987), brasilianische Sprinterin, siehe Liliane Parrela
- Lorraine Fernandes (* 1954), indische Hockeyspielerin
- Luis Carlos Fernandes (* 1985), brasilianischer Fußballspieler
- Luís Gonzaga Fernandes (1926–2003), ecuadorianischer Geistlicher, katholischer Bischof
- Luís Inácio Henriques Fernandes, osttimoresischer Beamter
- Lucas Fernandes (* 1994), brasilianischer Fußballspieler
- Lukas Fernandes (* 1993), dänischer Fußballspieler

### M
- Manoel Fernandes (* 1921), brasilianischer Tennisspieler
- Manuel Gardner-Fernandes (* 1995), deutscher Gitarrist und Sänger der Progressive-Metal/Djent Band Unprocessed
- Manuel Fernandes (Ruderer) (* 1967), portugiesischer Ruderer
- Manuel Fernandes (* 1986), portugiesischer Fußballspieler
- Manuel Fernandes Tomás (1771–1822), portugiesischer Jurist und Staatsmann
- Manuel José Tavares Fernandes (1951–2024), portugiesischer Fußballspieler und -trainer
- Manuel dos Santos Fernandes (* 1974), französisch-kap-verdischer Fußballspieler
- Marcelo Fernandes (Fußballspieler, 1971) (* 1971), brasilianischer Fußballspieler und Fußballtrainer
- Marcelo Fernandes (Fußballspieler, 1991) (* 1991), brasilianischer Fußballspieler
- Márcio Fernandes (* 1983), kap-verdischer Leichtathlet im Behindertensport
- Maria Solana da Conceição Soares Fernandes (* 1966), osttimoresische Politikerin und Juristin
- Maria de Lurdes Correia Fernandes (* 1958), portugiesische Historikerin
- Mariane Fernándes (* 1996), brasilianische Handballspielerin
- Mario Fernandes (* 1991), deutscher Handballspieler
- Mário Fernandes (Mário Figueira Fernandes; * 1990), brasilianischer Fußballspieler
- Mário-Gil Fernandes (* 1982), portugiesischer Basketballspieler
- Marta Fernandes (* 1979), portugiesische Schauspielerin und Sängerin
- Martinho Fernandes, osttimoresisch-indonesischer Beamter
- Mateus Fernandes (Architekt, † 1515) (Mateus Fernandes der Ältere; † 1515), portugiesischer Architekt
- Mateus Fernandes (Architekt, † 1528) (Mateus Fernandes der Jüngere; † 1528), portugiesischer Architekt
- Mateus Fernandes (Architekt, † nach 1570) († nach 1570), portugiesischer Architekt
- Mateus Fernandes (Polizist) (* 1973), osttimoresischer Polizist
- Mateus Fernandes (Fußballspieler) (* 2004), portugiesischer Fußballspieler
- Matheus Fernandes (* 1998), brasilianischer Fußballspieler
- Mathias Sebastião Francisco Fernandes (1917–1985), portugiesischer Geistlicher, Bischof von Mysore
- Micky Fernandes (* 1983), indischer Fußballspieler
- Milka Loff Fernandes (* 1980), deutsche Fernsehmoderatorin und Schauspielerin
- Millôr Fernandes (1923–2012), brasilianischer Zeichner, Humorist und Autor

### N
- Nadir Fernandes (1937–2016), brasilianische Schauspielerin
- Nicolas Fernandes (* 1988), französischer Fußballspieler
- Nicolette Fernandes (* 1983), guyanische Squashspielerin
- Nilton Fernandes (Nilton, * 1979), kap-verdischer und portugiesischer Fußballspieler
- Nuno Fernandes (* 1969), portugiesischer Stabhochspringer

### O
- Oscar Fernandes (1941–2021), indischer Politiker
- Oscar Lino Lopes Fernandes Braga (1931–2020), angolanischer Geistlicher, Bischof von Benguela

### P
- Patrick Fernandes (* 1993), kapverdischer Fußballspieler
- Paula Fernandes (* 1984), brasilianische, Country-Musik-Sängerin und Songschreiberin
- Pedro Fernandes (* 1977), portugiesischer Radrennfahrer
- Peter Paul Fernandes (1916–1981), indischer Hockeyspieler

### R
- Rafael Fernandes (Baseballspieler) (Rafael Miranda Fernandes; * 1986), brasilianischer Baseballspieler
- Rafael Fernandes (Fußballspieler) (* 2002), portugiesischer Fußballspieler
- Raphael Fernandes (* 1956), kenianischer Hockeyspieler
- Raquel Fernandes (* 1991), brasilianische Fußballspielerin
- Remo Fernandes (* 1953), indischer Rockmusiker
- Ricardo Fernandes (Badminton) (* 1972), portugiesischer Badmintonspieler
- Ricardo Fernandes (Fußballspieler, Januar 1978) (* 1978), portugiesischer Fußballspieler
- Ricardo Fernandes (Fußballspieler, April 1978) (* 1978), portugiesischer Fußballspieler
- Ricardo Alves Fernandes (Ricardinho; * 1982), brasilianischer Fußballspieler
- Ricardo Jorge Fernandes da Silva (Ricardo Silva; * 1977), portugiesischer Fußballspieler
- Ricardo Sousa Malafaia Fernandes (Ricardo Malafaia oder Malafaia; * 1981), portugiesischer Fußballspieler
- Roberto Fernandes (* 1971), indischer Fußballspieler
- Roger Fernandes (* 2005), portugiesisch-guinea-bissauischer Fußballspieler
- Rogério Fernandes (Basketballspieler) (* 1969), brasilianisch-portugiesischer Basketballspieler
- Rogério Fernandes (Volleyballspieler) (* 1984), brasilianischer Volleyballspieler
- Romeo Fernandes (* 1992), indischer Fußballspieler
- Rosette Batarda Fernandes (1916–2005), portugiesische Botanikerin
- Rubem César Fernandes (* 1943), brasilianischer Philosoph und Schriftsteller
- Rui Fernandes (Kanute) (* 1971), portugiesischer Kanute
- Rui Fernandes (Schauspieler), portugiesischer Schauspieler
- Rui da Silva Fernandes (um 1947–2007), osttimoresischer Politiker und Unabhängigkeitsaktivist

### S
- Savio Dominic Fernandes (* 1954), indischer Geistlicher, Weihbischof in Bombay
- Selwyn Fernandes (* 1980), indischer Fußballspieler
- Serafím Fernandes de Araújo (1924–2019), brasilianischer Erzbischof und Kardinal
- Sérgio de Jesus Fernandes da Costa Hornai, osttimoresischer Jurist
- Shad Fernandes, guyanischer Fußballspieler
- Silvester Fernandes (* 1936), kenianischer Hockeyspieler
- Simiao Purificaçao Fernandes (* 1967), indischer Geistlicher, Weihbischof in Goa und Daman
- Siona Fernandes (* 1982), neuseeländische Boxerin
- Stanislaus Fernandes SJ (* 1939), Erzbischof von Gandhinagar
- Susana Fernandes Genebra (* 1969), deutsche Schauspielerin

### T
- Tiago Fernandes (* 1993), brasilianischer Tennisspieler
- Tiago Fernandes Cavalcanti (* 1984), brasilianischer Fußballspieler
- Tony Fernandes (* 1964), malaysischer Unternehmer
- Trevor Fernandes (* 1949), US-amerikanischer Hockeyspieler

### V
- Valentim Fernandes, seit 1493 in Portugal tätiger Buchdrucker
- Vanessa Fernandes (* 1985), portugiesische Leichtathletin
- Vânia Fernandes (* 1985), portugiesische Sängerin
- Vargas Fernandes (* 1977), kap-verdischer Fußballspieler
- Venceslau Fernandes (* 1954), portugiesischer Radrennfahrer
- Vicente Fernandes e Brito (* 1968), osttimoresischer Jurist
- Victorino Fernandes (* 1989), indischer Fußballspieler
- Vitorino Fernandes (1896–1983), brasilianischer Wasserballspieler
- Vittore Rosario Fernandes (1881–1955), indischer Geistlicher, römisch-katholischer Bischof von Mangalore
- Vivaldo Fernandes (* 1971), angolanischer Schwimmer

### W
- Wayne Fernandes (* 1978), kanadischer Hockeyspieler
- Willians Domingos Fernandes (* 1986), brasilianischer Fußballspieler